# Saverio Guarna
Saverio Guarna (Milano, 1º maggio 1956) è un direttore della fotografia italiano.

## Biografia

Saverio Guarna con Salvatore Piscicelli sul set de Il corpo dell'anima (1998)

Consegue la maturità classica al Liceo A. Manzoni di Milano, dopodiché frequenta la facoltà di Scienze Politiche, lavorando, allo stesso tempo, come assistente presso un fotografo di moda. Lavora dal 1977 al 1978 come fotoreporter presso l'agenzia fotogiornalistica TAM-TAM. Dal 1978 al 1983 si dedica alla fotografia di moda e still life, collaborando con alcune riviste del settore e realizzando cataloghi per case di moda.
L'attività di direttore della fotografia inizia nel 1984, quando Guarna realizza alcuni filmati per il programma televisivo Nonsolomoda. In seguito collabora attivamente con la trasmissione Rai Moda. La sua carriera prosegue tra spot pubblicitari, video musicali e documentari industriali e istituzionali. Nella seconda metà degli anni ottanta realizza, in varie parti del mondo, documentari cultural-turistici in 16 mm per Rai 2.
Alla fine degli anni novanta decide di dedicarsi alla narrativa cinematografica, realizzando alcuni cortometraggi. Approda nel cinema italiano curando la fotografia del film di Salvatore Piscicelli Il corpo dell'anima (1998). In seguito, oltre a continuare una proficua collaborazione con Salvatore Piscicelli, curerà la fotografia per altri importanti registi italiani, tra cui Peter Del Monte, Maurizio Nichetti, Mario Monicelli.
Dal 2006, con la miniserie RAI 1 Assunta Spina, inizia la sua collaborazione con Riccardo Milani alla realizzazione di film cinema e fiction.

## Filmografia

### Cinema
- Il corpo dell'anima, regia di Salvatore Piscicelli (1998)
- La vita altrui, reggia di Michele Sordillo (1999)
- Controvento, regia di Peter Del Monte (1999)
- Honolulu Baby, regia di Maurizio Nichetti (2000)
- L'italiano, regia di Ennio De Dominicis (2000)
- Quartetto, regia di Salvatore Piscicelli (2001)
- Quasi quasi, regia di Gianluca Fumagalli (2002)
- Alla fine sella notte, regia di Salvatore Piscicelli (2002)
- Tu devi essere il lupo, regia di Vittorio Moroni (2003)
- Le rose del deserto, regia di Mario Monicelli (2006)
- Carnera - The Walking Mountain, regia di Renzo Martinelli (2008)
- Benvenuto Presidente!, regia di Riccardo Milani (2012)
- Scusate se esisto!, regia di Riccardo Milani (2014)
- Mamma o papà?, regia di Riccardo Milani (2016)
- Come un gatto in tangenziale, regia di Riccardo Milani (2017)
- Vita segreta di Maria Capasso, regia di Salvatore Piscicelli (2018)
- Ma cosa ci dice il cervello, regia di Riccardo Milani (2018)
- Un figlio di nome Erasmus, regia di Alberto Ferrari (2019)
- Corro da te, regia di Riccardo Milani (2021)
- Come un gatto in tangenziale - Ritorno a Coccia di Morto, regia di Riccardo Milani (2021)
- Grazie ragazzi, regia di Riccardo Milani (2023)
- Un mondo a parte, regia di Riccardo Milani (2024)

### Televisione
- Saman, regia di Guido Tosi (1991)
- Una vita sottile, regia di Gianfranco Albano (2001)
- Rosafuria, regia di Gianfranco Albano (2002)
- Padri e figli (4 puntate), regia di Gianfranco Albano (2004)
- La buona battaglia - Don Pietro Pappagallo, regia di Gianfranco Albano (2005)
- Assunta Spina, regia di Riccardo Milani (2006)
- Il figlio della Luna, regia di Gianfranco Albano (2006)
- Rebecca la prima moglie, regia di Riccardo Milani (2007)
- La stella della porta accanto, regia di Gianfranco Albano (2007)
- Tutti pazzi per amore (stagioni 1 e 2), regia di Riccardo Milani (2008-2009)
- Atelier Fontana, regia di Riccardo Milani (2010)
- Violetta, regia di Antonio Frazzi (2010)
- Una grande famiglia (stagioni 1 e 2), regia di Riccardo Milani (2011-2013)
- Volare - La grande storia di Domenico Modugno, regia di Riccardo Milani (2012)
- Trilussa - Storia d'amore e di poesia, regia di Lodovico Gasparini (2012)
- È arrivata la felicità (4 puntate), regia di Riccardo Milani (2015)
- Di padre in figlia (4 puntate), regia di Riccardo Milani (2015)
- Scuole di Vento, regia Felice Pesoli (2020)
- Nel nostro cielo un rombo di tuono, regia di Riccardo Milani (2022)
- Folle d'amore - Alda Merini, regia di Roberto Faenza – film TV (2024)